# بيتر روبرتسون (تريثلت)
بيتر روبرتسون (بالإنجليزية: Peter Robertson) هو تريثلت أسترالي، ولد في 17 فبراير 1976 في ملبورن في أستراليا.

## وصلات خارجية
- بيتر روبرتسون على موقع اتحاد الترياتلون الدولي (الإنجليزية)
- بيتر روبرتسون على موقع أوليمبيديا (الإنجليزية)
- بيتر روبرتسون على موقع اللجنة الأولمبية الأسترالية (الإنجليزية)
- بيتر روبرتسون على موقع اتحاد ألعاب الكومنولث (مؤرشف) (الإنجليزية)
- بيتر روبرتسون على موقع دورة ألعاب الكومنولث 2006 (مؤرشف) (الإنجليزية)